# Бетюнский наслег (Амгинский улус)
Бетюнский наслег — сельское поселение в Амгинском улусе Якутии Российской Федерации.
Административный центр — село Бетюнцы.

## История
Статус и границы сельского поселения установлены Законом Республики Саха (Якутия) от 30 ноября 2004 года N 173-З N 353-III «Об установлении границ и о наделении статусом городского и сельского поселений муниципальных образований Республики Саха (Якутия)»

## Население
| 2002  | 2010  | 2011  | 2012  | 2013  | 2014  | 2015  |
| ----- | ----- | ----- | ----- | ----- | ----- | ----- |
| 1260  | ↘1216 | ↘1214 | ↘1212 | ↘1175 | ↘1162 | ↗1174 |
| 2016  | 2017  | 2018  | 2019  | 2020  | 2021  |       |
| ↘1161 | ↗1174 | ↗1186 | ↘1181 | ↗1209 | ↗1311 |       |

## Состав сельского поселения
| № | Населённый пункт | Тип населённого пункта       | Население |
| - | ---------------- | ---------------------------- | --------- |
| 1 | Бетюнцы          | село, административный центр | ↗1311     |
| 2 | Уорай            | посёлок                      | →0        |